# Aude Palant-Vergoz
Pour les articles homonymes, voir Vergoz.
Aude Palant-Vergoz, également connue sous le nom de Madame Aude, est une juriste de l'île de La Réunion. Fondatrice d'une association de consommateurs, l'Union des consommateurs de La Réunion, elle intervient régulièrement dans les médias réunionnais pour fournir des conseils aux auditeurs et téléspectateurs. Ses relations et ses activités extra-associatives en font un personnage public à part entière. Après avoir déjà reçu les insignes de chevalier le 29 juin 2001, elle a été faite officier de la Légion d'honneur en 2009. Le 15 janvier 2025, elle a été élevée au grade de commandeur par le Président de La République Emmanuel Macron.

## Biographie
Aude Palant-Vergoz est la petite-fille de Paul Hermann.
Le 2 avril 2008, elle est choisie pour être la marraine du semi-rigide "Triton" de la SNSM (Société nationale de sauvetage en mer) de Saint-Gilles Les Bains (La Réunion).